# The Stations of the Cross – Lema Sabachthani

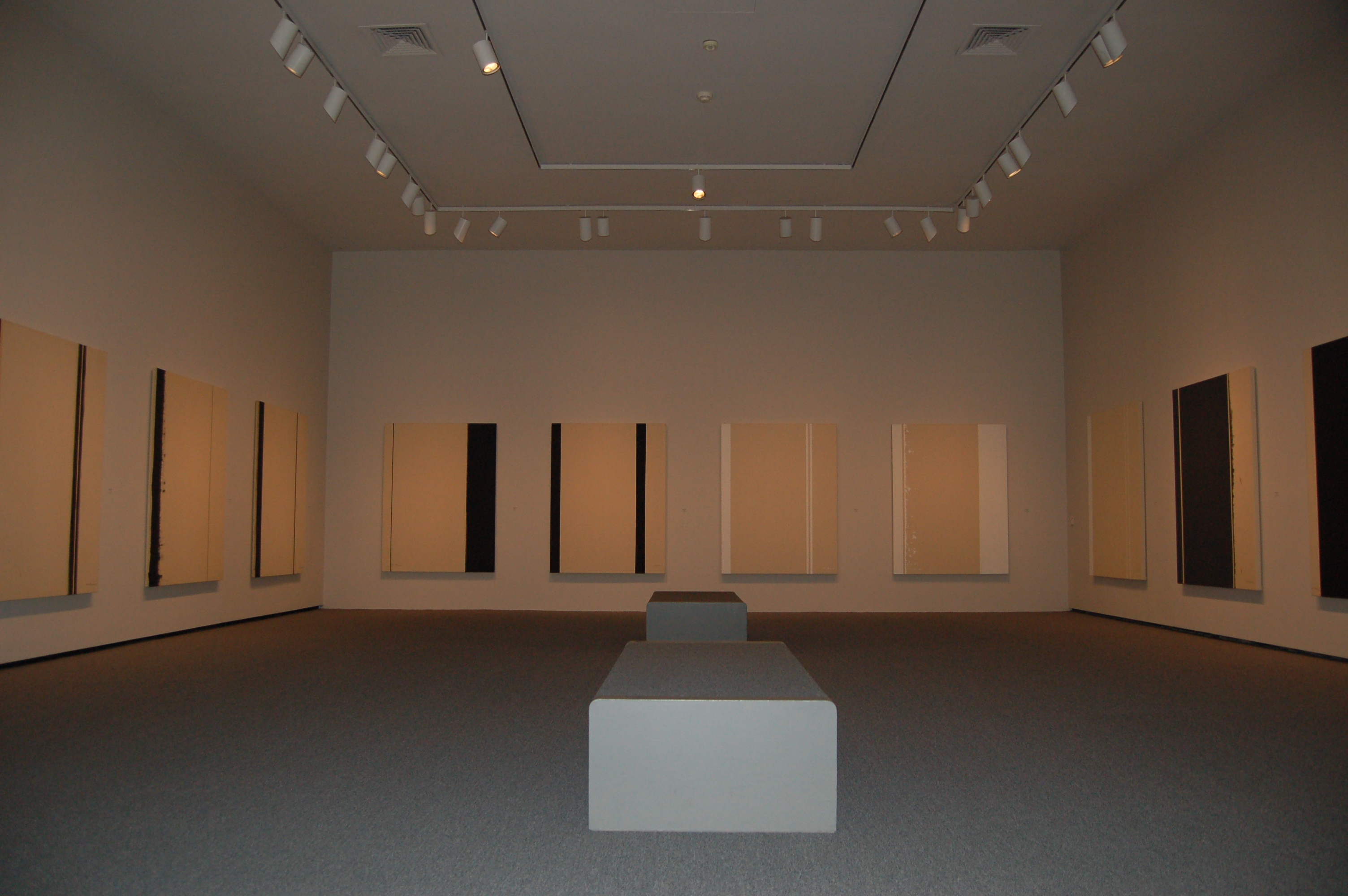
The Stations of the Cross – Lema Sabachthani, National Gallery of Art

The Stations of the Cross – Lema Sabachthani ist ein Zyklus von 14 Bildern des US-amerikanischen Malers Barnett Newman, die zwischen 1958 und 1966 entstanden sind.
Der Zyklus wurde erstmals 1966 im New Yorker Guggenheim Museum ausgestellt, dies war gleichzeitig Barnett Newmans erste Einzelausstellung in einem Museum. Heute werden die Bilder als Leihgabe von Robert und Jane Meyerhoff in der National Gallery of Art in Washington in einem eigenen Raum präsentiert. Ein weiteres Gemälde mit dem Titel Be II wird seit der Guggenheim-Ausstellung immer zusammen mit dem Zyklus gezeigt.

## Daten
Be II

Barnett Newman

Link zum Bild

(Bitte Urheberrechte beachten)
14 Bilder, 1958 – 1966,
198 × 152 cm, Ölfarbe, Magna oder Acrylfarbe auf Leinwand
Be II, 198 × 152 cm, 1961
National Gallery of Art, Washington DC, Robert and Jane Meyerhoff Collection

## Geschichte
1958 erlitt Newman einen Herzinfarkt. Im Februar 1958, bald nach seiner Entlassung aus dem Krankenhaus, schuf er ein Bild, das er später Station I genannt hat. Es war das erste eines von Newman zwar konzipierten aber nicht von vornherein auf 14 Bildern festgelegten Zyklus. Das Bild hat mit den Maßen 198 × 152 cm etwa die Größe eines erwachsenen Mannes. Gemalt ist es auf grober, nicht grundierter Leinwand. Über die mit Ölfarbe monochrom gemalte weiße Farbfläche läuft im rechten Drittel vertikal ein schwarzfleckiger Streifen – der für Newmans Arbeiten seit 1948 typische Zip, die linke Bildseite wird durch einen Zip in reinem Schwarz abgeschlossen.
Diesem Bild folgten in rascher Folge zwei weitere Bilder im selben Format, ebenfalls mit der reduzierten Palette von Weiß und Schwarz, die sich nur durch die Art, die Breite und die Anordnung der jeweiligen Zips unterscheiden. Erst mit dem vierten Bild erhielt die Serie ihren Namen The Stations of the Cross – Lema Sabachthani.
Newman hat rund acht Jahre, mit jeweils längeren Unterbrechungen, an der Serie gearbeitet.
1966 wurde der Zyklus erstmals öffentlich im
Guggenheim-Museum in New York in einem separaten Raum ausgestellt. Ergänzt wurde er um ein weiteres Bild mit dem Titel B II. Bei diesem Bild wird das weiße Farbfeld an seinen beiden äußeren Rändern von jeweils einem schmalen rotorangen und einem schwarzen Zip abgeschlossen. Dieses Bild ist seit der Ausstellung 1966 fester Bestandteil des Kreuzweg-Zyklus.
Vom 7. Juni bis 12. Oktober 2014 zeigt das De Young Museum in San Francisco den Zyklus innerhalb der Ausstellung Modernism from the National Gallery of Art: The Robert & Jane Meyerhoff Collection in einem eigenen Raum, so wie es Barnett Newman gewünscht hat, der diese fünfzehn Bilder immer als ein Werk betrachtet hat.

## Deutungen
Newman selbst hat sich mehrmals zu seinem Werk mündlich in Interviews und schriftlich geäußert, das scheinbar so offensichtlich einen Bezug zum christlichen Kreuzweg mit seinen vierzehn Stationen und den Worten Jesu am Kreuz – das aramäische Lema Sabachthani – herstellt.
In einem Text für die amerikanische Kunstzeitschrift ARTnews vom Mai 1966
betont er aber, dass das Werk von keiner Kirche in Auftrag gegeben wurde und dass es sich hier nicht um Kirchenkunst im herkömmlichen Sinne handle.
In den Bildern gehe es vielmehr um die Passion, die Frage nach dem Leid des Menschen. „Warum hast du mich verlassen? Warum mich verlassen. […] Diese  nach keiner Antwort heischende Frage ist schon sehr alt – sie existiert seit Jesus – seit Abraham – seit Adam – es ist die Urfrage überhaupt.“ So wie die Passion Christi keine Aneinanderreihung von Anekdoten sei, sondern ein einziges Ereignis umfasse, so bildeten die 14 Gemälde zusammen eine vollständige Aussage zu einem einzigen Thema, wenn auch jedes einzelne für sich stehe und in seiner Unmittelbarkeit einzigartig sei.„Der Aufschrei Lema – das Wozu – das ist die Passion, und das ist es, was ich in diesen Gemälden hervorzuholen suchte.“

## Schriften Barnett Newmans
- Barnett Newman: Schriften und Interviews. 1925–1970. Aus dem Amerik. von Taracisius Schebert. Bern, Berlin: Gachnang & Springer 1990. ISBN 3-906127-47-8. Darin:

The Stations of the Cross, Lema Sabachthani. In: Newsweek. 9. Mai 1966. S. 100.
The Fourteen Stations of The Cross. 1958–1966. In: ARTnews. 66. Nr. 2. April 1967. S. 29.
Ein Gespräch: Barnett Newman und Thomas B. Hess. 1966.